# 交響曲第47番 (ハイドン)
交響曲第47番 ト長調 Hob. I:47 は、フランツ・ヨーゼフ・ハイドンが1772年頃に作曲した交響曲。第3楽章の特徴から、『パリンドローム』（あるいは『回文』、Palindrom）の愛称で知られる。

## 概要
第45番『告別』、第46番、および本作の3曲は、残された自筆原稿によって1772年の作品であることが判明している。
いわゆる、ハイドンの「シュトゥルム・ウント・ドラング（疾風怒濤）期」が最高潮に達した年の作品で、この曲も多くの革新的な要素や対位法的な工夫を含む。

## 編成
オーボエ2、ホルン2、第1ヴァイオリン、第2ヴァイオリン、ヴィオラ、低音（チェロ、ファゴット、コントラバス）。

## 曲の構成
全4楽章、演奏時間は約24分。特に、愛称の由来となった第3楽章の「逆行メヌエット」が最も有名であるが、第1楽章の再現部における短調による開始、第2楽章の二重対位法を使って書かれた変奏曲、最終楽章のジプシー風の倚音の多用からホルンの不協和音への展開など、ほかの楽章も創意に満ちている。
- 第1楽章 （アレグロ）
ト長調、4分の4拍子、ソナタ形式。

行進曲風の弾むような付点リズムをもった第1主題（2台のホルンが2度で音をぶつけあう）と、対照的な3連符による第2主題からなるソナタ形式。再現部では第1主題がト短調で再現された後、すぐに長調で第2主題が再現される。

- 第2楽章 ウン・ポコ・アダージョ、カンタービレ
ニ長調、4分の2拍子。変奏曲形式
弱音器をつけたヴァイオリンにはじまる独特の拍節を持つ主題が変奏曲風に展開していく。
変奏曲形式の緩徐楽章は後のハイドンが多用するが、この曲で初めて現れる[2]（従来はソナタ形式が普通であり、終楽章では第31番『ホルン信号』や第72番などで既に変奏曲を使用している）。

- 第3楽章 メヌエット・アル・ロヴェルソ（逆行メヌエット） - トリオ・アル・ロヴェルソ（逆行トリオ）
ト長調、4分の3拍子。
お使いのブラウザーでは、音声再生がサポートされていません。音声ファイルをダウンロードをお試しください。
「アル・ロヴェルソ」（al Roverso）とは「反対」や「逆行」の意味であり、メヌエット主部とトリオはいずれも前半と後半に分かれるが、後半は前半の旋律をそのまま逆行させて演奏する（そのため、自筆原稿にはメヌエットとトリオそれぞれの前半しか書かれておらず、出版された楽譜でも自筆原稿通りに前半しか書かれていないものもある）。
メヌエット主部では前半で1拍目だけが  、残りが  の箇所があるため、後半では3拍目が  になり、逆行していることがわかりやすくなっている（上の譜例はメヌエット主部の冒頭と最後であり、一見して「回文」となっているのがわかる）。
なお、この楽章の旋律は翌年に作曲された『ピアノソナタ第26番（旧第41番）イ長調』（Hob. XVI:26、1773年）の第2楽章に転用された[3]。

- 第4楽章 フィナーレ：プレスト・アッサイ
ト長調、2分の2拍子、単一主題のソナタ形式。
目まぐるしい強弱、転調などが特徴的であり、提示部は弦楽器で始まるが、途中から急に短調に転じてジプシー風の音楽になり、全休止を経て再び最初の主題が出現する。展開部は短いが、派手な転調を含む。